# Anolis cusuco
Anolis cusuco — вид ігуаноподібних ящірок родини анолісових (Dactyloidae). Ендемік Гондурасу.

## Поширення і екологія
Anolis cusuco  мешкають на горі Сьєрра-де-Омоа в Національному парку Кусуко в департаменті Кортес. Вони живуть на гірських хмарних лісах, на висоті від 1220 до 1935 м над рівнем моря. Ведуть денний, деревний спосіб життя. Відкладають яйця.

## Збереження
МСОП класифікує цей вид як такий, що перебуває на межі зникнення. Anolis cusuco загрожує знищення природного середовища.